# Прозорје
Прозорје је насељено место у саставу града Дугог Села у Загребачкој жупанији, Хрватска. До територијалне реорганизације у Хрватској налазило се у саставу бивше велике општине Дуго Село.

## Становништво
На попису становништва 2011. године, Прозорје је имало 521 становника.

## Попис1991.
На попису становништва 1991. године, насељено место Прозорје је имало 223 становника, следећег националног састава:
| Попис 1991.‍  | Попис 1991.‍  | Попис 1991.‍ | Попис 1991.‍ | Попис 1991.‍ |
| ------------ | ------------ | ----------- | ----------- | ----------- |
|              |              |             |             |             |
| Хрвати       | Хрвати       |             | 210         | 94,17%      |
| Југословени  | Југословени  |             | 7           | 3,13%       |
| Мађари       | Мађари       |             | 1           | 0,44%       |
| Словенци     | Словенци     |             | 1           | 0,44%       |
| Срби         | Срби         |             | 1           | 0,44%       |
| Црногорци    | Црногорци    |             | 1           | 0,44%       |
| остали       | остали       |             | 1           | 0,44%       |
| регион. опр. | регион. опр. |             | 1           | 0,44%       |
| укупно: 223  |              |             |             |             |